# Arrondissement de La Trinité
Arrondissement de La Trinité är ett av Martiniques fyra arrondissement. Det ligger i den nordöstra delen av Martinique. Huvudort, sous-préfecture, är La Trinité.
Området består av tio kommuner: 
- La Trinité
- L'Ajoupa-Bouillon
- Basse-Pointe
- Grand'Rivière
- Gros-Morne
- Le Lorrain
- Macouba
- Le Marigot
- Le Robert
- Sainte-Marie